# Ariihau
Ariihau est un prénom masculin ou féminin d'origine polynésienne, constitué des mots tahitiens « ari’i », nom qui signifie chef ou prince, plus récemment roi, et « hau » qui comme adjectif signifie calme, paisible, tranquille.
Il peut donc être compris comme Prince paisible.
À noter qu’en tahitien toutes les lettres se prononcent (pas de diphtongue « au », le « h » et le « u » doivent être audibles) et les diacritiques sont importants (ici l’apostrophe entre les deux « i » indique que les deux « i » se prononcent successivement).

## Personnalités portant ce prénom
- Richard Ari’ihau Tuheiava , sénateur de 2008 à 2014, plus jeune sénateur français de l’histoire à sa date d’élection.